# Les jumelles s'en mêlent
Les jumelles s'en mêlent (Two of a Kind) est une série télévisée américaine en 22 épisodes de 24 minutes, créée par Howard Adler et Robert Griffard, et diffusée entre le 25 septembre 1998 et le 9 juillet 1999 sur le réseau ABC.
En France, la série a été diffusée à partir du 4 septembre 1999 sur Canal J et a été rediffusée sur France 3 dans l'émission Les Minikeums et Gulli, et au Québec à partir du 1er septembre 2001 sur VRAK.TV.

## Synopsis
Kevin Burke est un père de famille qui élève seul ses deux filles depuis la mort de son épouse. Il est professeur à l'université et croit qu'il y a une explication scientifique à toute chose, sauf ce qui concerne ses deux préadolescentes.
Mary-Kate et Ashley sont deux sœurs jumelles qui ont deux personnalités totalement différentes : Mary-Kate est un garçon manqué qui ne s'intéresse qu'à parfaire ses sauts et ses rebonds au basket ; Ashley est une fille plutôt douée à l'école et rêve des garçons et de sa future carrière de mannequin. 
Et puis il y a Carrie, une étudiante de 26 ans qui suit le cours donné par Kevin. Carrie est une fille jolie, drôle, un brin originale et excentrique, et qui a répondu à l'annonce de Kevin cherchant une baby-sitter qui peut garder ses filles. Kevin n'est pas très sûr de l'embaucher, craignant que son étudiante empiète sur sa vie privée mais ses filles arrivent finalement à le convaincre. Mais ce qu'il ne sait pas, c'est que ses filles vont tout faire pour que Kevin et Carrie se mettent ensemble.

## Distribution

### Acteurs principaux
- Mary-Kate Olsen (VF : Dorothée Pousséo) : Mary-Kate Burke
- Ashley Olsen (VF : Dorothée Pousséo) : Ashley Burke
- Christopher Sieber (en) (VF : Lionel Melet) : Kevin Burke
- Sally Wheeler (VF : Valérie Siclay) : Carrie Moore

### Acteurs récurrents
- David Valcin (VF : Olivier Jankovic) : Eddie Fairbanks (13 épisodes)
- Ernie Grunwald (en) (VF : Sébastien Desjours) : Paul (11 épisodes)
- Martin Spanjers (VF : Brigitte Lecordier) : Brian (8 épisodes)
- Orlando Brown (VF : Tony Marot) : Max (8 épisodes)
- Anastasia Emmons : Jennifer Dilber (7 épisodes)
- Jesse Lee Soffer (VF : Aurélien Wiik) : Taylor Donovan (6 épisodes)
- Samantha Smith : Nancy Carlson (5 épisodes)
- David Lascher (VF : Guillaume Lebon) : Matt Burke (4 épisodes)

 Source et légende : version française (VF) sur RS Doublage

## Épisodes
1. Cherche jeune fille désespérément (Putting Two 'N' Two Together)
2. Les Cours particuliers (The Tutor)
3. Le Premier Baiser (Prelude to a Kiss)
4. Premier Amour (First Crush)
5. Une rupture programmée (Breaking Them Up is Hard to Do)
6. Le Grand Frisson (Nightmare on Carrie's Street)
7. Le Cœur en morceaux (The Heartbreak Kid)
8. Ma meilleure amie (You've Got a Friend)
9. Super mannequins (Model Behavior)
10. Les Jumelles à la lorgnette (Peeping Twins)
11. Un Noël mouvementé (A Very Carrie Christmas)
12. La Boom (Let's Dance)
13. Séparation (Split Decision)
14. L'Ex-petit ami (My Boyfriend's Back)
15. Ah, les hommes ! (No Man's Land)
16. Carrie s'installe (Carrie Moves In)
17. Jalousie (Mr. Right Under Your Nose)
18. L'Oncle Matt (Welcome Matt)
19. Drôles de couples (The Odd Couples)
20. Rupture (When a Man Leaves a Woman)
21. Bonnes vacances (The Goodbye Girl)
22. La Folle Journée de Kevin Burke (Kevin Burke's Day Off)

## Commentaires
- Les audiences n'étaient pas satisfaisantes pour la chaîne ABC et cette sitcom s'est arrêtée au bout de la première saison.
- Il s'agit de la dernière série produite par Miller-Boyett Productions.